# Fonda Europa
La Fonda Europa és un edifici del municipi de Granollers (Vallès Oriental) protegit com a bé cultural d'interès local.

## Descripció
Es tracta d'un edifici amb tres façanes, que consta d'una planta baixa i tres plantes; de coberta plana i façanes de composició simètrica coronades per una balustrada i un frontó amb la inscripció "Hotel Europa". Els balcons a la plaça Barangé estan resseguits amb ornamentacions florals i sostinguts per modillons. A la façana principal hi ha finestres amb llinda plana amb plaques de ceràmica entre elles.

## Història

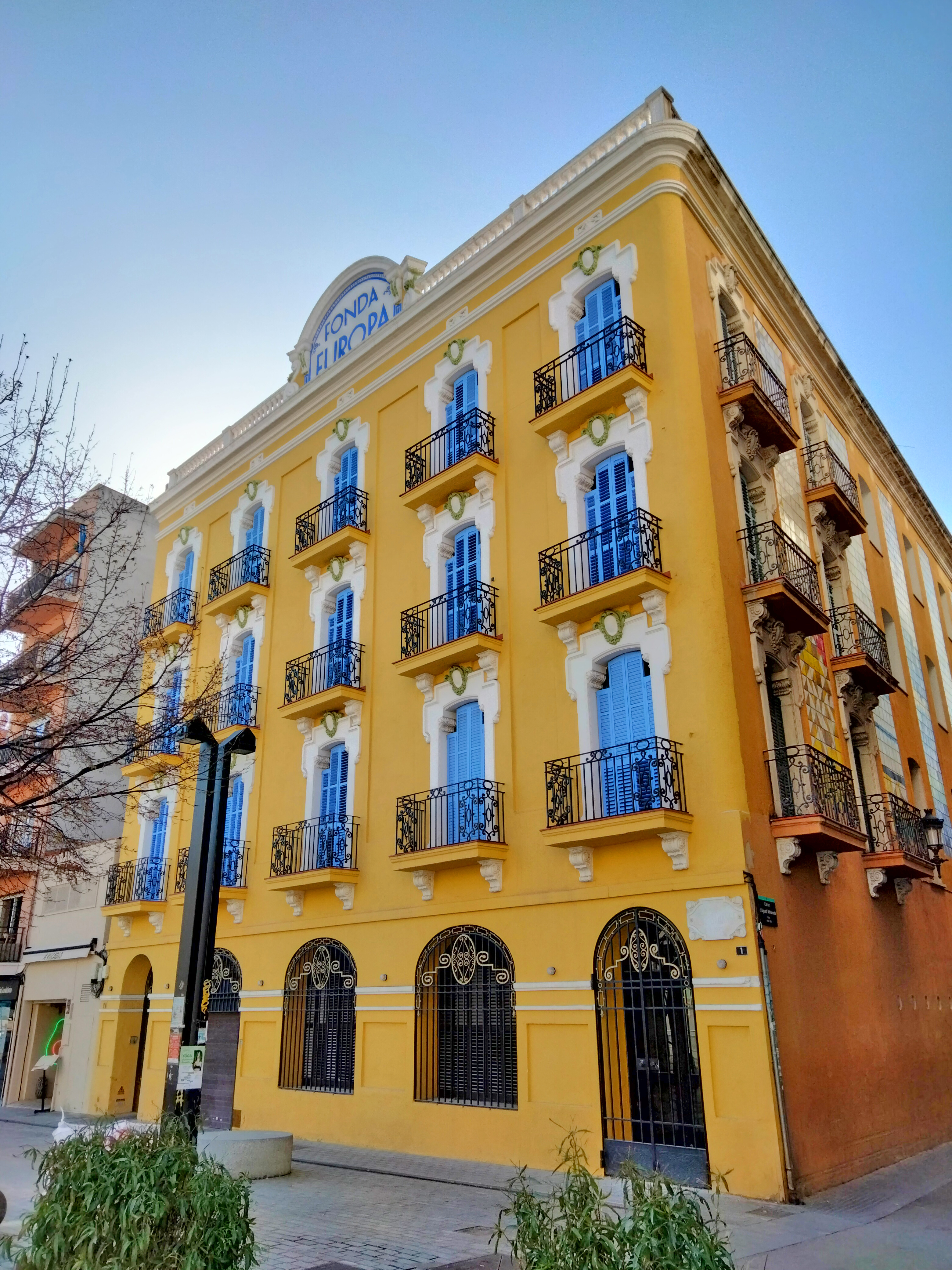
Façana de la plaça Josep Barangé - carrer Agustí Viñamata

Situat a la zona del nucli antic, en l'actual eix principal de la ciutat, lloc de reunió i contractacions agràries i comercials. L'activitat industrial del segle xix portà la indústria tèxtil a Granollers, ciutat que començà la seva creixença amb les manufactures cotoneres i llurs indústries auxiliars, les quals van estendre la trama urbana fora del recinte emmurallat i prop de les vies de comunicació, tot iniciant l'allargament del nucli urbà entre el Congost i el ferrocarril de França. És així com la carretera de Barcelona-Ribes es converteix en l'eix de la ciutat, zona d'eixample al final del segle xix.
La Fonda Europa, però, començà a servir plats el 1852. Va ser el resultat de la unió del matrimoni de l'hereu de la Fonda Espanya –Bonaventura Parellada– amb Margarita Vinyamata, la pubilla de l'Hostal del Vallès. Al segle xx va ser un important centre de tertúlies polítiques i culturals.